# Puerto Rico (Argentina)
Puerto Rico è una città della provincia argentina di Misiones, nel dipartimento Libertador General San Martín. Si trova nelle vicinanze del fiume Paraná, e confina a sud con il municipio di Capioví, a nord-est con il municipio di Garuhapé e a ovest col Paraguay.
Fu fondata il 12 novembre 1919, e nel 2001 aveva una popolazione di 14 520 abitanti.
Nel territorio comunale si incontrano anche i nuclei urbani di San Alberto (considerato un quartiere di Puerto Rico) e Mbopicuá.